# 周扬 (政治人物)
周扬(1907年11月7日—1989年7月31日)，原名周運宜，字起應，筆名綺影、谷揚、週莧等，男，湖南益陽人，中华人民共和国文艺理论家、文学翻译家、文艺活动家，中国科学院院士。畢業於上海大夏大學，曾参加领导「中国左翼文艺运动」；任中國左翼作家聯盟黨團書記、中国左翼文化界总同盟書記、《文學月報》主編。在中华人民共和国建国初期文艺界的官方领导地位，又亲自参与和发动中共历次文化批判运动，文化大革命期间被打倒，曾遭监禁和批判；文革结束后，获得平反；恢复工作后，历任中国社会科学院副院长，中国文联主席、党组书记，中宣部副部长，中纪委常委等职。晚年思想有巨大变化，曾向在历次斗争、运动中被其批评或攻击的人士道歉，提出人性论和异化论。

## 生平

### 早年
生于丁未年（1907年）十月初二。1923年2月，与同岁的吴淑媛成婚。婚后，周扬携妻子到长沙读书。次年长女出生，四岁时夭折。1927年，周扬考入上海大夏大学（今华东师范大学），同年加入中国共产党。1928年，失掉组织联系。曾留学日本。1931年回国，次年加入中国左翼作家联盟后成为“左联”的实际领导人，同年重新加入中国共产党。1933年，周扬在上海结识苏灵扬。次年，两人结婚。周扬再娶并未告之怀孕的元配妻子吴淑媛，此后周扬将怀孕的吴淑媛和两子送回益阳。1935年，鲁迅称周扬等人为“英雄”、“工头”、“奴隶总管”、“元帅”，而自称为“苦工”和“奴隶”“我憎恶那些拿了鞭子专门鞭扑别人的人们。”并表示“有些手执皮鞭，乱打苦工的背脊，自以为是革命的大人物，我深恶之，他其实是取了工头的立场而已。”1936年，左联内部有关“国防文学”（周扬、夏衍、郭沫若提出）和“民族革命战争的大众文学”（鲁迅、冯雪峰、胡风提出）的两个口号的争论，周扬也与胡风有关于现实主义问题的争论。

### 延安时期
抗日战争爆发后，周扬于1937年秋，随同妻子苏灵扬和年幼的女儿抵到延安。任陕甘宁边区教育厅长，文协主任，鲁迅艺术学院院长，延安大学校长。1946年至1949年，他曾任中共晋察冀中央局、华北局宣传部长。1949年，参与负责筹备和召开了全国文学艺术工作者代表大会，并当选为副主席。

### 1949年后十七年

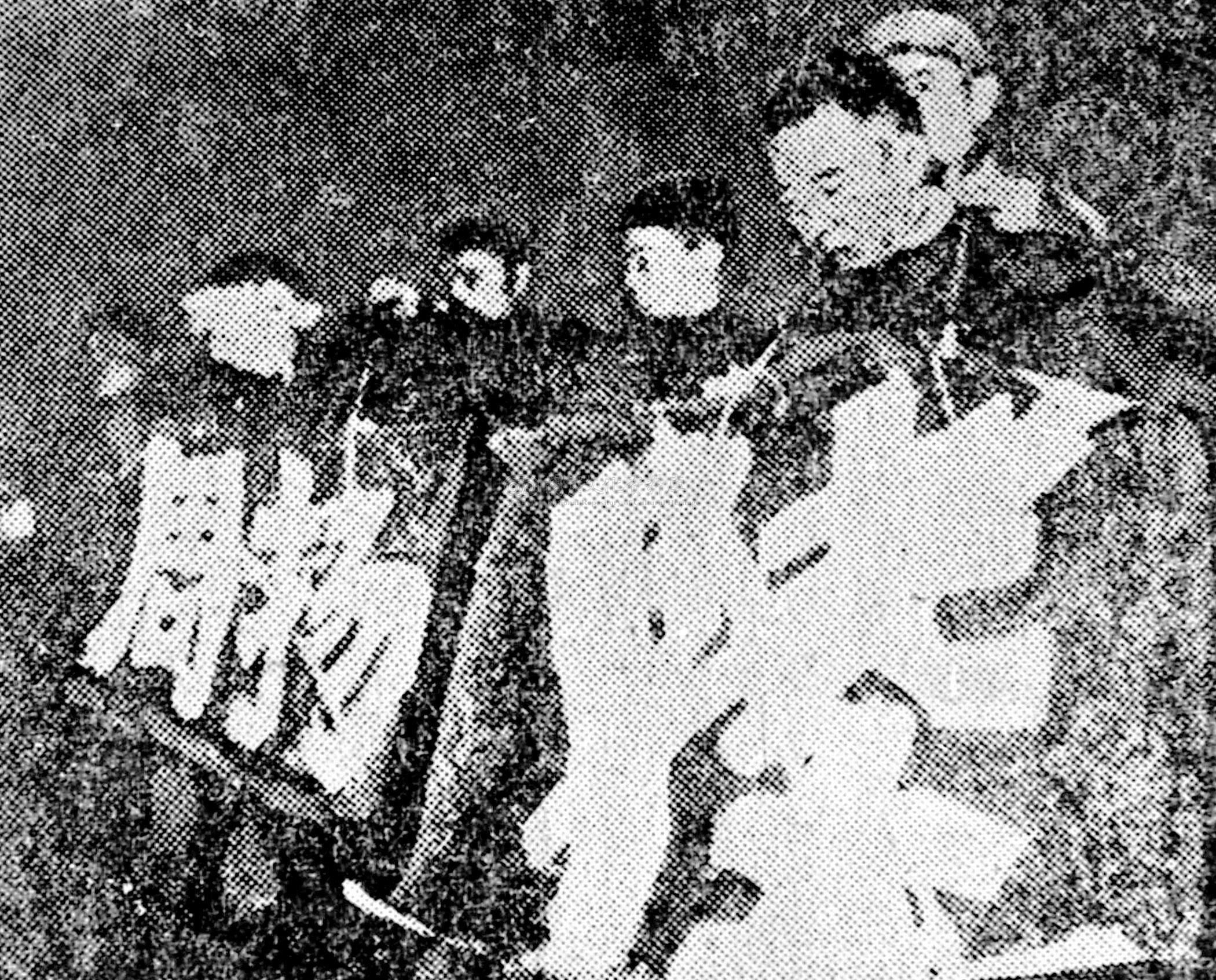
遭紅衛兵批鬥的陸定一與周揚。

中華人民共和國成立後，一直擔任文化宣傳方面的領導工作，主要擔任中共中央宣傳部副部長、文化部副部長等職。他是1950年代、1960年代中國大陸文藝界的實權人物，具體領導了中共中央部署的各種文藝運動和思想鬥爭，發表了許多重要的文藝講話。在其担任文宣领导期间，策动了多次批判运动，如胡风、丁玲反党集团案。
1963年至1964年，毛泽东对文艺工作作出两次批示，在1964年6月27日的第二次批示，毛泽东直指周扬领导下的各个文艺协会“这些协会和他们掌握的刊物的大多数……十五年来，基本上……不执行党的政策，做官当老爷，不去接近工农兵，不去反映社会主义的革命和建设。最近几年，竟然跌到了修正主义的边缘。”，否定建国以来中宣部和周扬这位副部长领导下的文艺工作。周扬大规模地对文联、作协和文化部负责人进行激烈批判

### 文革十年
“文化大革命”开始后，周扬被打倒，被称为“十七年‘文艺黑线’的总头目”，1967年5月后，入秦城监狱。1975年，周扬出狱。

### 改革开放后
1977年5月，周扬任中国社会科学院副院长。1978年6月12日任中国文联主席、党组书记兼中国作协副主席。后兼任社会科学院研究生院长。中共十一届中央委员，十二大代表、中共中央宣传部副部长、第五届全国政协常委等职。晚年他的思想有巨大转变，对早期种种批判运动都有反思。陆续对胡风等被其批判过的人士道歉。
1980年7月，经批准成立《周扬文集》编写组筹备组。周扬决定先出第五卷(即文革后卷)。1981年1月，经中宣部批准，从全国文联、中国社科院文学所、人民文学出版社等单位抽调人员，正式成立了“《周扬文集》编写组”。责任编辑为人民文学出版社现代文学编辑部文艺理论组组长罗君策。
1980年9月，周扬应中共中央总书记胡耀邦之约，在中共中央党校发表讲话《思想解放和社会主义现代化建设》，提出过去把人道主义一概当作修正主义批判，这是片面的，甚至是错误的，马克思主义是包含着人道主义的。1983年3月7日，在中央党校纪念马克思去世一百周年学术会议，周扬在开幕式做了《关于马克思主义的几个理论问题的探讨》主题学术报告。报告由《人民日报》副总编辑王若水、实际承担中宣部副部长周扬的秘书工作的顧骧、中国大百科全书出版社上海分社负责人王元化提前一个月住进天津迎宾馆，全封闭写作。报告结构分为“马克思主义是发展的学说”、“要重视认识论问题”、“马克思主义与文化批判”、“马克思主义与人道主义”四个部分。期间，王若水因家事临时赶回北京，写发言稿的任务就落在了顾骧和王元化身上。顾骧负责一、四部分，王元化负责二、三部分。其中，第四部分“论人道主义和异化问题”是重点，很快引起党内争议——会议进行到第二天就休会两天。3月10日，胡乔木来到周扬家中，讨论这篇报告。据在场的王若水回忆，胡乔木自始至终没有正面批评周扬，只是说讲话在有些问题上还不够完整、不够清楚。但周扬没有修改，经总书记胡耀邦圈阅后3月16日在《人民日报》第四版全文刊发。事态就此急转直下。3月20日，中宣部向中央呈送了《中宣部关于人民日报擅自全文发表周扬同志长篇讲话的情况和处理意见》，顾骧回忆处理意见有三个要点：第一，《人民日报》也应该刊发对于人道主义的其他不同观点，不应只发表周扬的讲稿；第二，将王若水调离《人民日报》；第三，周扬不听胡乔木的意见，不对文章进行修改，在重大问题上“不负责、不严肃”，应“有所认识，表示正确的态度”。从1983年4月开始，对于周扬报告的不同意见从集中在“人道主义”方面逐渐转向“异化论”焦点。
1983年10月中共中央十二届二中全会召开时，由胡乔木起草的报告中猛烈批评了人道主义和异化问题的说法。十二届二中全会根据中共十二大的部署，做出了《中共中央关于整党的决定》，后来又加上了“不搞精神污染”的决定。在二中全会的小组讨论上，周扬做了口头的自我批评。周扬已退居二线，任中宣部顾问兼全国文联主席。1983年10月开始持续28天的“清除精神污染”运动中。1983年11月6日，《人民日报》头版刊登了专访《周扬同志对新华社记者发表谈话 拥护整党决定和清除精神污染的决策 就发表论述“异化”和“人道主义”文章的错误做自我批评》。
后因胡耀邦出面，将批判风波平息。但对人道主义的批判并未结束。1984年1月3日，胡乔木在中共中央党校礼堂，作了题为《关于人道主义与异化问题》的报告，开篇说：“近几年来，我国理论界围绕人道主义和异化问题，展开了一场争论。这方面的文章已经发表了好几百篇，专门的讨论会也开过好多次。这场争论是有意义的。争论中提出了许多重要的问题，广泛地推进了对这些问题的研究。回答和解决争论中的所有重要问题，是需要广大理论工作者来共同进行的一项巨大工程。”报告提出：“在这个问题上的带有根本性质的错误观点，不仅会引起思想理论的混乱，而且会产生消极的政治后果。”1984年1月27日《人民日报》头版刊登了此文。之后还发行了单行本，供党员学习。
1984年周扬前往南方访问，留在广东修养。1984年8月底，周扬忽然失语。1984年9月5日，周扬被送回北京，住进了北京医院，检查结果是脑软化。1984年国庆过后，病情再次加重，1985年1月，第一次病危。1985年6月病情发展得很快进入了植物人状态。
1985年5月，顾骧开始了文选的筹备工作。为了能赶在周扬生前尽快出书，他决定只收入文革后周扬新发表的文章。
1989年7月31日，周扬在北京病逝，享年81岁。

## 评价与争议
批评人士抨击周扬是“迫害胡风等数千人的打手，搞宗派的文艺界的蛀虫”。以学者顧骧为代表的人士认为晚年周扬值得尊敬的地方在于他彻底的反思精神。
《剑桥中华人民共和国史》称为“文艺沙皇”。

## 著述
- 一生著譯甚多，有翻译作《安娜·卡列尼娜》、《生活與美學》等。編有《馬克思主義與文藝》。出版論著有《表現新的群眾的時代》、《新的人民的文藝》、《堅決貫徹毛澤東文藝路線》等。
- 1984年《周扬文集》一卷正式出版，二、三、四、五此后陆续出版，截止1994年共五卷出版完成，人民文学出版社。

## 家庭
第一任妻子吴淑媛，长女早夭，长子周艾若，次子周迈，三子周岳。第二任妻子苏灵扬，次女周密。外甥胡有萼。